# قلم دریایی
قلم دریایی (نام علمی: Pennatulacea) نام یک راسته از راسته هشت‌مرجانیان است.